# Pehr Johan Höppener
Pehr Johan Höppener, född 7 mars 1726 i Linköping, död 4 januari 1802 i Stockholm, var en svensk publicist och sakförare.

## Biografi
Pehr Johan Höppener var son till handlande Johan Höppener och Hedewik Christina Jancke, och ärvde en betydande förmögenhet av sin far. Höppener studerade vid Lunds universitet och disputerade för Sven Bring 14 december 1748 med avhandlingen Ordinibus Equestribus, parter priorem. Han inträdde i Riksarkivet 1750, inskrevs som auskultant vid Svea hovrätt, erhöll 1759 avsked med hovrättsassessors titel. 
Som arkivman utgav han ett värdefullt arbete: Förtekning uppå alla kongliga placater... och andre allmenne handinger...ifrån... 1522 til och med... 1750 (1754). Höppeners publicistiska verksamhet utmärktes av en fast tro på tryckfrihetens välsignelser, demokratiskt patos, bondevänlighet och en utpräglad adelsfientlighet. I statskuppen 1772 såg han landets befrielse från aristokratiskt förtryck. 
Under frihetstiden framträdde han som mössvänlig journalist och fick en viss berömmelse. Han angrep även växelkontoren och har för övrig författat en del skrifter i ekonomiska och samhälleliga frågor under såväl frihetstiden som gustavianska tiden. Han torde även ha bistått Gustav III vid statsvälvningen 1772 med sin penna, för han erhöll samma år ekonomiskt understöd från kungen. 1774 drog han uppmärksamheten till sig genom energiska inlägg i tryckfrihetsfrågan, möjligen med Gustav III:s goda minne. Senare blev han dock kungens fiende och tog intryck av Thomas Thorilds idéer. 
I Kungliga biblioteket förvaras Höppeners stora samling av handskrifter, tryckta broschyrer, avskrifter i politiska ämnen med mera. Av denna framgår, att Höppener tillmätt sig större politiskt inflytande än vad han verkligen kan ha haft.[källa behövs]